# Sélibaby

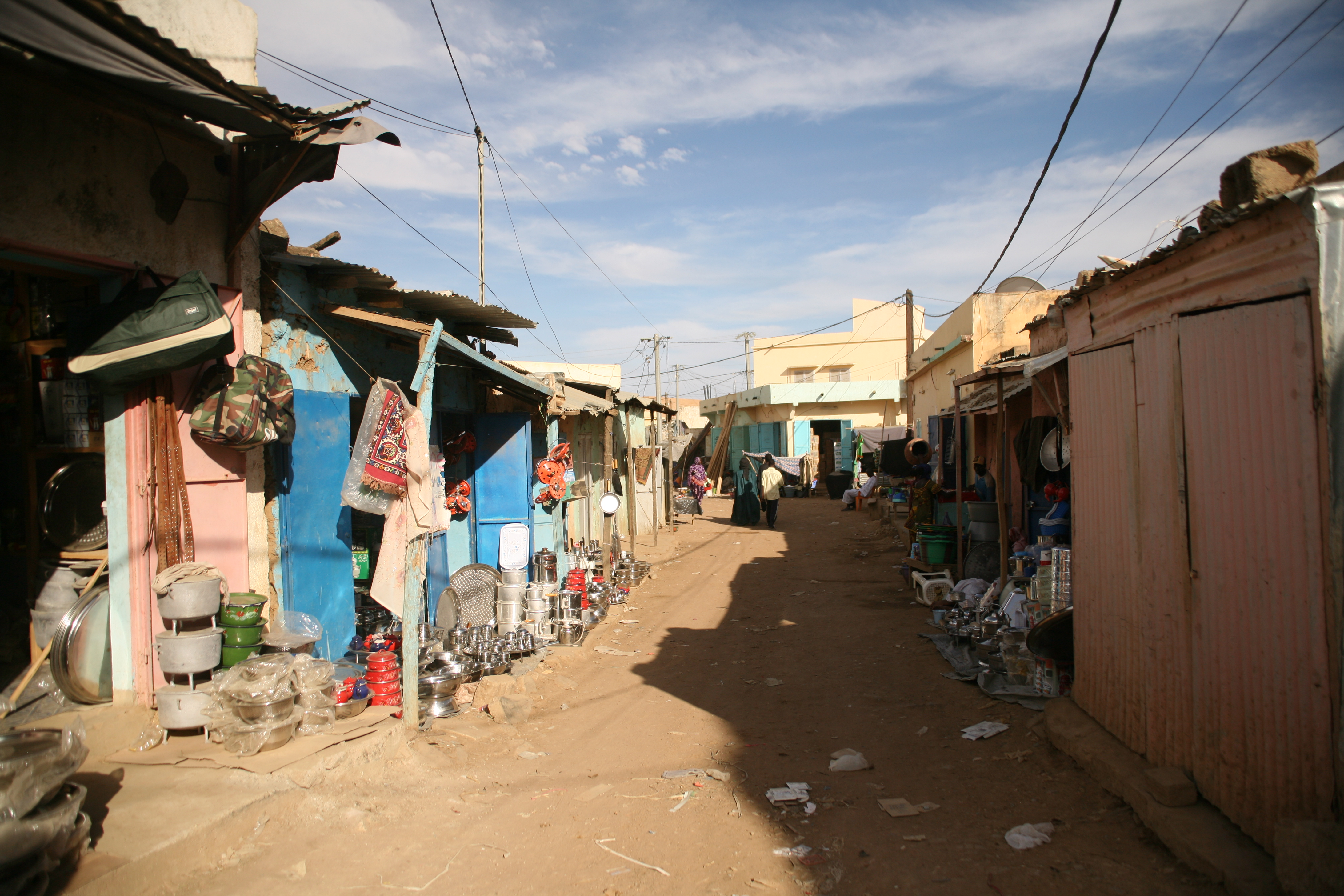
Calle comercial de Sélibaby

Sélibabi (o Sélibaby) es la capital de la región administrativa de Guidimaka, situada en territorio de Mauritania. Esta región se sitúa al sur del país y comparte fronteras con Malí y Senegal. Está situado aproximadamente 15°9′33″N 12°11′00″O. Selibaby tiene un hospital regional, financiado por el gobierno chino y proveído de personal parcialmente por doctores chinos y es la jefatura del director regional de la salud.
Es conocida por su fuerte pluviometría. Su composición étnica está compuesta por los Peuls, los Soninké y el Haratins (moros negros). La ciudad de Sélibabi es un cruce donde senegaleses, malienses y mauritanos se encuentran en un mercado comercial.
Sélibabi es también una ciudad de mezcla cultural e intelectual.
Es la sede de un evento donde los grupos Tambacounda (Senegal), Gabou (Guinea-Bissau), Kayes (Malí), Gambianos y Boké (Guinea), organizan el SAFRA (Semana de la Amistad y la Fraternidad) que agrupa cada año a los jóvenes de la subregión para un encuentro educativo, cultural y deportivo.
- Datos: Q1010137
- Multimedia: Sélibaby / Q1010137